# Shannon Crawford
Shannon Crawford (* 12. September 1963 in Guelph) ist eine ehemalige kanadische Ruderin. 
Crawford begann erst im Alter von 23 Jahren beim Argonaut Rowing Club in Toronto mit dem Rudersport. Bei den Panamerikanischen Spielen 1991 siegte sie im Vierer ohne Steuerfrau und gewann die Silbermedaille im Zweier ohne Steuerfrau. 1992 trat sie mit dem kanadischen Achter bei den Olympischen Sommerspielen 1992 in Barcelona an, der mit zwei Sekunden Vorsprung auf das rumänische Boot die Goldmedaille gewann. Bei den in Tschechien ausgetragenen Weltmeisterschaften 1993 ruderte sie mit Julie Jespersen Platt, Kelly Mahon und Emma Robinson im Vierer ohne Steuerfrau auf den dritten Platz hinter den Booten aus China und den USA.